# Bonneuil-sur-Marne
Bonneuil-sur-Marne ist eine französische Gemeinde mit 18.340 Einwohnern (Stand 1. Januar 2022) im Département Val-de-Marne in der Region Île-de-France; sie gehört zum Arrondissement Créteil und zum Kanton Saint-Maur-des-Fossés-2. Die Einwohner werden Bonneuillois genannt.

## Lage
An der nördlichen Gemeindegrenze verläuft der Fluss Marne, an dem sich hier einige größere Hafenanlagen befinden. Im Nordosten mündet der Zufluss Morbras in die Marne.
Nachbargemeinden von Bonneuil sind Saint-Maur-des-Fossés im Norden, Sucy-en-Brie im Osten, Boissy-Saint-Léger im Südosten, Limeil-Brévannes im Süden und Créteil im Westen.

## Geschichte und Bevölkerungsentwicklung
Bonneuil gehörte schon im frühen 7. Jahrhundert zum Besitz der merowingischen Herrscher. 616 muss es dort bereits eine Art Königshof gegeben haben, in dem König Chlothar II. eine Versammlung von Adligen leitete. Die erste sichere urkundliche Erwähnung findet sich 834, als sich Kaiser Ludwig der Fromme hier mit mehreren Grafen traf. 841 hielt sich Kaiser Lothar I. „in Bonoilo villa“ auf, um einem verarmten Kloster verlorene Güter zurückzugeben, und 847 wurde sogar eine Reichsversammlung in den Ort einberufen, deren Durchführung aber nicht gesichert ist. 855 fand allerdings eine Synode unter der Leitung des Erzbischofs von Tours statt. Schließlich bestätigte Papst Leo IX. persönlich 1049 dem Kloster Breteuil seinen Besitz in Bonneuil. Später ging der Ort in den Besitz des Klosters St. Dénis bei Paris über.

### Bevölkerungsentwicklung
- 1962: 07.090
- 1968: 12.317
- 1975: 16.180
- 1982: 14.593
- 1990: 13.626
- 1999: 15.889
- 2006: 16.361
- 2021: 18.750